# دی‌اف۳۳۴
دی‌اف۳۳۴ (به انگلیسی: DF Helicopters DF334) یک بالگرد بسیار سبُک و دونفره است که به دست شرکت دراگون‌فلای هلیکاپترز ساخته شد. این بالگرد از محصول قدیمی‌تر شرکت دراگون‌فلای یعنی دی‌اف۳۳۳ توسعه یافت که محصول دهه ۸۰ میلادی بود و یک موتور دوزمانه داشت. دی‌اف۳۳۴ دارای یک موتور چهارزمانه روتکس ۹۱۴ توربوشارژ است و سامانه مدیریت سوخت الکترونیکی و اویونیک پیشرفته دارد و هم برای آموزش تازه‌کاران و همچنین خلبانان کارکشته مناسب است.

شرکت دی‌اف هلیکاپترز در سال ۲۰۱۰ میلادی توسط شرکت سوئیس آویو اینترنشنال خریداری شد.

## مشخصات
ویژگی‌های عمومی
- خدمه: One pilot
- ظرفیت: One passenger
- طول: ۵٫۸۶ متر (۱۹ فوت ۳ اینچ)
- ارتفاع: ۲٫۳۶ متر (۷ فوت ۹ اینچ)
- وزن خالی: ۲۹۰ کیلوگرم (۶۴۰ پوند)
- وزن ناخالص: ۵۰۰ کیلوگرم (۱٬۱۰۰ پوند)
- پیشرانه: ۱ عدد  Rotax 914، ۸۴ کیلووات (۱۱۵ اسب بخار)
- قطر روتور اصلی:  ۶٫۸۲ متر (۲۲ فوت ۵ اینچ)
- مساحت روتور اصلی: ۳۶٫۵ متر مربع (۳۹۳ فوت مربع)

عملکرد
- حداکثر سرعت: ۱۴۸ کیلومتر بر ساعت (۹۲ مایل بر ساعت، ۸۰ گره)
- سرعت کروز: ۱۲۰ کیلومتر بر ساعت (۷۵ مایل بر ساعت، ۶۵ گره)
- بُرد: ۳۰۰ کیلومتر (۱۹۰ مایل، ۱۷۰ مایل دریایی)
- حداکثر ارتفاع: ۳٬۱۰۰ متر (۱۰٬۰۰۰ فوت)
- نرخ صعود: ۶٫۵ متر بر ثانیه (۱٬۲۸۰ فوت بر دقیقه)